# إلهام وجدي
إلهام وجدي ( 20 يناير 1984 -) هي ممثلة وعارضة أزياء وملكة جمال مصر لعام 2009.

## حياتها
ولدت في 20 يناير 1984 حصلت إلهام وجدي على 13 لقباً عالمياً وتشغل الآن سفيرة لحملة (صوتنا واحد) للمعاقين والصم والبكم. تخرجت من كلية الفنون الجميلة وعملت كمهندسة ديكور لفترة، ثم بدأت العمل كعارضة أزياء وكانت تعرض أعمال لأشهر مصممي الأزياء مثل «إيف سان لوران»، «ديور»، و«إيلي صعب». تتحدث ثلاث لغات إنجليزية، إيطالية، وفرنسية.

## مسيرتها
حصلت على 13 لقباً عالمياً وشاركت في عدة مسابقات منها مسابقة «مس إيرث» لعام 2005 في الفلبين، وبعدها مسابقة «مس انترناشيونال» عام 2006 في اليابان، مس انتركونتنينتال جزيرة السيشيل لعام 2007، أكبر مسابقة في العالم مس يونيفرس 2009 جزيرة الباهاماز.
حصلت على الوصيفة الخامسة من بين 86 متسابقة على مستوى العالم في مسابقة «الانتركونتيننتال»، كما حصلت على لقب «ملكة جمال الذكاء» في إحدى المسابقات الخاصة بالجمال، وملكة جمال اللياقة. سفيرة لحملة (صوتنا واحد) للمعاقين والصم والبكم منذ آخر 2009 حتى الآن.

## وصلات خارجية
- إلهام وجدي على موقع الدهليز
- إلهام وجدي على موقع قاعدة بيانات الأفلام العربية